# Религија у Грчкој
Религија у Грчкој (2010)
Религија у Грчкој (грч. Θρησκεία στην Ελλάδα) заступљена је с неколико верских заједница.

## Историја
Грчка је традиционално православна хришћанска земља. Османска освајања донела су ислам у земљу и још неке друге верске заједнице из разних делова царства, попут јеврејске и јерменске. Оне су углавном биле заступљене у великим градовима. Млетачка освајања су донела римокатолички елемент у грчку верску слику. Након грчко-турског рата двадесетих година 20. века и размене становништва с Турском, Грчка је готово у потпуности остала без муслиманских верника.

## Верска структура
Процене које наводи ЦИА говоре о следећој верској структури:
- православци (Грчка православна црква, службена вера) 98%
- муслимани 1,3%
- остали 0,7%

## Верски објекти
- Црква Светог Андреја у Патри
- Католичка црква у Солуну
- Католичка капуцинерска
- Евангелистичка црква у Катерини
- Синагога у Солуну
- Синагога у Атини
- Англиканска црква Сент Пол у Атини
- Хеленистички ритуални перформанс
- Ески џамија у Комотини

## Галерија
- Ширење хришћанства у Европи и на Средоземљу
- Европа у доба великог раскола 1054. године
- Религија у Европи, на Средоземљу и на Блиском истоку 1100. године
- Религије у Европи 1560. године